# Alberta Junior Hockey League
Die Alberta Junior Hockey League (AJHL) ist eine Junioren-Eishockeyliga in der kanadischen Provinz Alberta. Sie wurde 1963 gegründet und ist eine von zehn, zur Canadian Junior Hockey League (CJHL) gehörenden Ligen, welche derzeit aus 16 Mannschaften besteht, die in zwei Divisions eingeteilt sind. Die bestplatzierte Mannschaft der Vorrunde erhält die Dave Duchak Trophy und spielt in den anschließenden Play-offs um den Rogers Wireless Cup, der bis 1997 den Namen Carling O’Keefe Trophy trug. Der Sieger der AJHL-Playoffs spielt in einer Best-of-Seven-Serie gegen den Sieger der British Columbia Junior Hockey League um den Doyle Cup. Der Sieger des Doyle Cups spielt wiederum um den Royal Bank Cup und zieht als Western-Conference-Gewinner in das Finale der CJHL ein.

## Mannschaften der Saison 2014/15

### North Division
| Name                     | Standort                | Ligazugehörigkeit seit           |
| Bonnyville Pontiacs      | Bonnyville, Alberta     | 1991                             |
| Drayton Valley Thunder   | Drayton Valley, Alberta | 1998                             |
| Fort McMurray Oil Barons | Fort McMurray, Alberta  | 1981                             |
| Grande Prairie Storm     | Grande Prairie, Alberta | 1995                             |
| Lloydminster Bobcats     | Lloydminster, Alberta   | 1982                             |
| Sherwood Park Crusaders  | Sherwood, Alberta       | 1976                             |
| Spruce Grove Saints      | Spruce Grove, Alberta   | 2004 (1963)                      |
| Whitecourt Wolverines    | St. Albert, Alberta     | 2012 (bis 2012 St. Albert Steel) |

### South Division
| Name               | Standort            | Ligazugehörigkeit seit |
| Brooks Bandits     | Brooks, Alberta     | 2000                   |
| Calgary Canucks    | Calgary, Alberta    | 1971                   |
| Calgary Mustangs   | Calgary, Alberta    | 1990                   |
| Camrose Kodiaks    | Camrose, Alberta    | 1997                   |
| Canmore Eagles     | Canmore, Alberta    | 1995                   |
| Drumheller Dragons | Drumheller, Alberta | 2003                   |
| Okotoks Oilers     | Okotoks, Alberta    | 2005                   |
| Olds Grizzlys      | Olds, Alberta       | 1981                   |

### Frühere Mannschaften
| - Calgary Buffaloes (1963–1970) - Calgary Cowboys (1963–1965) - Calgary Spurs (1979–1990) - Crowsnest Pass Timberwolves (1998–2004) - Drumheller Falcons (1971–1983) - Edmonton Crusaders (1976–1978) - Edmonton Maple Leafs | - Edmonton Mets (1972–1974) - Edmonton Safeway Canadiens - Fort Saskatchewan Traders (1976–2007) - Hobbema Hawks - Lethbridge Sugar Kings - Mount Royal College Cougars | - Ponoka Stampeders - Red Deer Rustlers (1967–1989) - St. Albert Saints (1977–2004) - Spruce Grove Mets (1974–1977) - The Pass Red Devils (1972–1976) - Taber Golden Suns (1974–1981) |

## Trophäengewinner

### Royal Bank Cup
Seit bestehen des Royal Bank Cups wurde er acht Mal von einem Team der AJHL gewonnen.
- 1971 Red Deer Rustlers
- 1975 Spruce Grove Mets
- 1980 Red Deer Rustlers
- 1994 Olds Grizzlys
- 1995 Calgary Canucks
- 2000 Fort McMurray Oil Barons
- 2001 Camrose Kodiaks
- 2013 Brooks Bandits

### Carling O’Keefe Trophy
| - 1965 Calgary Buffaloes - 1966 Calgary Buffaloes - 1967 Edmonton Western Movers - 1968 Edmonton Western Movers - 1969 Lethbridge Sugar Kings - 1970 Red Deer Rustlers - 1971 Red Deer Rustlers - 1972 Red Deer Rustlers - 1973 Calgary Canucks - 1974 Red Deer Rustlers - 1975 Spruce Grove Mets | - 1976 Spruce Grove Mets - 1977 Calgary Canucks - 1978 Calgary Canucks - 1979 Fort Saskatchewan Traders - 1980 Red Deer Rustlers - 1981 St. Albert Saints - 1982 St. Albert Saints - 1983 Calgary Canucks - 1984 Fort Saskatchewan Traders - 1985 Red Deer Rustlers - 1986 Calgary Canucks | - 1987 Red Deer Rustlers - 1988 Calgary Canucks - 1989 Red Deer Rustlers - 1990 Calgary Canucks - 1991 Calgary Royals - 1992 Olds Grizzlys - 1993 Olds Grizzlys - 1994 Olds Grizzlys - 1995 Calgary Canucks - 1996 St. Albert Saints - 1997 Fort McMurray Oil Barons |

### Rogers Wireless Cup
| - 1998 St. Albert Saints - 1999 Calgary Canucks - 2000 Fort McMurray Oil Barons - 2001 Camrose Kodiaks - 2002 Drayton Valley - 2003 Camrose Kodiaks - 2004 Grande Prairie Storm - 2005 Camrose Kodiaks | - 2006 Fort McMurray Oil Barons - 2007 Camrose Kodiaks - 2008 Camrose Kodiaks - 2009 Grande Prairie Storm - 2010 Spruce Grove Saints - 2011 Spruce Grove Saints - 2012 Brooks Bandits | - 2013 Brooks Bandits - 2014 Spruce Grove Saints - 2015 Spruce Grove Saints - 2016 Brooks Bandits - 2017 Brooks Bandits - 2018 Spruce Grove Saints - 2019 Brooks Bandits |

## Bekannte Spieler in der National Hockey League
- Dave Babych
- Stu Barnes
- Bob Bassen
- Dan Blackburn
- Mike Commodore
- Mike Comrie
- John Davidson
- Curtis Glencross
- Scott Hartnell
- Dany Heatley
- Cale Hulse
- Corey Hirsch
- Kelly Kisio
- Spencer Machacek
- Clint Malarchuk
- Merlin Malinowski
- Richard Matvichuk
- Lanny McDonald
- Mark Messier
- Randy Moller
- Troy Murray
- Richard Petiot
- Chris Phillips
- Fernando Pisani
- Mason Raymond
- Wade Redden
- Steven Reinprecht
- Lindy Ruff
- Devin Setoguchi
- Jason Smith
- Sheldon Souray
- Brent Sutter
- Brian Sutter
- Darryl Sutter
- Duane Sutter
- Rich Sutter
- Ron Sutter
- Garry Unger
- Scottie Upshall
- Garry Valk
- Mike Vernon
- Stan Weir
- Glen Wesley
- Zarley Zalapski